# Бірківська сільська рада (Любешівський район)
Бірківська сільська рада — колишня адміністративно-територіальна одиниця та орган місцевого самоврядування в Любешівському районі Волинської області з адміністративним центром у селі Бірки.

## Загальні відомості
Історична дата утворення: в 1944 році. 
Припинила існування 30 листопада 2017 року через приєднання до Любешівської селищної громади Волинської області. Натомість утворено Бірківський старостинський округ при Любешівській селищній громаді.

## Географія
Водоймища на території, підпорядкованій даній раді: річка Цир, озеро Добре.

## Населені пункти
Сільській раді підпорядковувались населені пункти:
- с. Бірки
- с. Витуле

## Склад ради
Загальний склад ради: 16 депутатів. Голова сільради — Поліщук Олександр Степанович.

### Керівний склад ради
| ПІБ                            | Основні відомості                                                         | Дата обрання | Дата звільнення |
| ------------------------------ | ------------------------------------------------------------------------- | ------------ | --------------- |
| Сергійчук Володимир Михайлович | Сільський голова, 1981 року народження, освіта, безпартійний              | 26.03.2006   | 31.10.2010      |
| Поліщук Олександр Степанович   | Сільський голова, 1974 року народження, освіта вища, член Партії регіонів | 31.10.2010   |                 |

Примітка: таблиця складена за даними джерела

### Партійна приналежність
- Самовисування — 12 — 75 %
- Комуністична партія України — 3 — 18,8 %
- Політична партія «Сильна Україна» — 1 — 6,3 %.[4]

## Населення
Згідно з переписом УРСР 1989 року чисельність наявного населення села становила 1983 особи, з яких 993 чоловіки та 990 жінок.
За переписом населення України 2001 року в селі мешкала 1901 особа.

### Мова
Розподіл населення за рідною мовою за даними перепису 2001 року:
| Мова       | Відсоток |
| ---------- | -------- |
| українська | 99,90 %  |
| російська  | 0,10 %   |